# Universität Aostatal

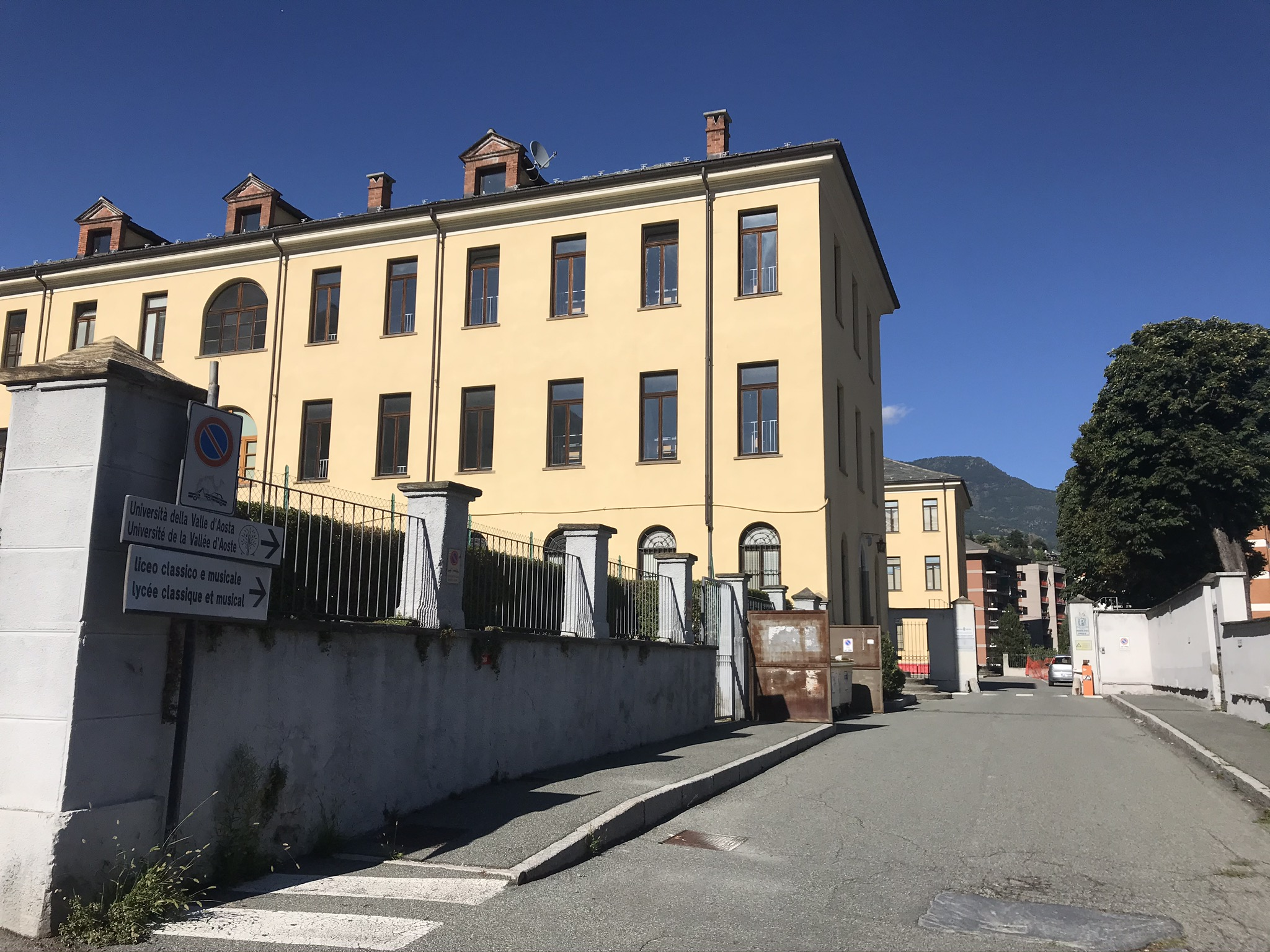
Universität Aostatal (2020)

Die Universität Aostatal (kurz UNIVDA; italienisch Università della Valle d’Aosta; französisch Université de la Vallée d’Aoste) ist eine staatliche Universität in Aosta und Saint-Christophe in der autonomen Region mit Sonderstatut Aostatal.
Das Universitätsgebäude wurde im Januar 1999 eingeweiht, gefolgt von der Gründung am 18. September 2000. Mit der Gründung der Universität wurde eine weitere Antwort auf die sprachlichen und kulturellen Besonderheiten des Aostatals gegeben.

## Studiengänge
- Dreijährige Abschlüsse
  - Sprachen und Kommunikation für Wirtschaft und Tourismus (Doppelabschluss in Zusammenarbeit mit der Université Savoie-Mont-Blanc)
  - Psychologische Wissenschaften und Techniken
  - Politikwissenschaft und internationale Beziehungen (Doppeldiplom in Zusammenarbeit mit der Université Savoie-Mont-Blanc und der Universität Saragossa)
  - Wirtschaft und Management
- Masterstudiengang
  - Wirtschaft und Politik des Territoriums und der Unternehmen (Doppeldiplom in Zusammenarbeit mit der Université Savoie-Mont-Blanc)
- Fünfjähriger Studiengang mit einem Zyklus
  - Wissenschaften der Grundschulbildung